# 킹먼 암초

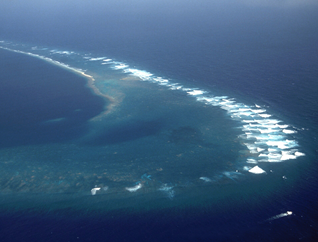
킹먼 암초의 모습

킹먼 암초(Kingman Reef)는 북태평양에 있는 산호초로, 미국령의 해외 영토이다.
크게 잠긴 무인 삼각형 모양의 암초로 지질학적으로 환초이며 동서 9.0nmi(20km), 남북 4.5nmi(8km), 북태평양에 위치한다. 하와이 제도와 미국령 사모아 사이에 있다. 면적은 3헥타르(0.03km2; 7.4에이커)이며 오세아니아에 있는 미국의 편입되지 않은 영토 중 하나이다. 암초는 "Kingman Reef National Wildlife Refuge"라는 지명으로 미국 어류 및 야생동물관리국에서 관리한다.

## 역사
킹먼 암초는 1798년 6월 14일 벳시(Betsey)호의 미국인 선장 에드먼트 패닝(Edmund Fanning)에 의해 발견되었다. 이 암초는 1853년 11월 29일 슈팅스타호의 W. E. 킹먼 선장에 의해 처음 기술되었다. 이 영토는 1859년 미국 구아노컴퍼니(Guano Company)에 의해 데인저스 록(Dangers Rock)이라는 이름으로 번호와 함께 소유권이 주장되었다. 이 주장은 1856년 미국 구아노 제도법에 따라 이루어졌지만 구아노가 킹먼 암초에서 존재했거나 채굴되었다는 증거는 없다. 영국 증기선 타르타(Tarta)호는 1874년 6월 암초를 강타했고, 나중에 1897년 HMS 펭귄(1876)호가 조사하여 킹먼 암초가 이전에 캘드루 암초(Caldew Reef) 및 마리아 모래톱(Maria Shoal)과 같은 이름으로 차트에 표시된 것과 동일한 위험 요소임을 확인했다.
1922년 5월 10일, 로린 A. 서스턴은 환초에 성조기를 게양하고 합병 선언문을 낭독한 최초의 사람이 되었다.

## 같이 보기
- 속령